# Paradorodocia fairmairei
Paradorodocia fairmairei är en skalbaggsart som beskrevs av Olivier Montreuil 2010. Paradorodocia fairmairei ingår i släktet Paradorodocia och familjen Rutelidae. Inga underarter finns listade i Catalogue of Life.